# リンキン・パーク
リンキン・パーク（英語: Linkin Park）は、アメリカ合衆国のロックバンド。1996年に結成された音楽バンドSuper Xeroを前身としている。
21世紀で最も売れたバンドで、全世界累計セールスは1億枚以上を記録している（アルバム全世界：約7000万枚。シングル全世界：約3000万枚）。グラミー賞を2回受賞、ノミネート6回。ウォール・ストリート・ジャーナル『史上最も人気のある100のロックバンド』12位。
代表曲には、「In the End」「Numb」「What I've Done」「Crawling」「Faint」「New Divide」などがある。

## 来歴

### バンドの結成
マイク・シノダとブラッド・デルソンは、ロサンゼルスのアゴーラ・ヒルズ（Agoura Hills）にある中学、高校からの親友であった。鑑賞したパブリック・エナミーとアンスラックスのコンサートに衝撃を受け、バンドの結成を決意した2人は、1996年のアゴーラ高校（Agoura High School）卒業時に友人だったロブ・ボードンを誘い、バンドSuper Xeroを結成する（ブラッドとロブは、かつて「Relative Degree」というバンドで共に活動していた）。その後、カリフォルニア大学ロサンゼルス校（UCLA）でブラッドがアパートをシェアしていたルームメイトのフェニックスと、マイクがパサデナ（Pasadena）のアートセンター・カレッジ・オブ・デザインで知り合ったジョー・ハーン（イラストの勉強をしていた）が加入した。2人の加入後、バンド名は短縮されXeroとなる。5人組となった彼らは、さらにマーク・ウェイクフィールドを加え、初のデモテープを自主制作した。

### 結成初期
結成当初（1996年頃）は、メンバーがバンド活動・学業・仕事の両立に四苦八苦していた上、活動は上向かず、ライヴの客入りは寂しかった。1998年にはリードボーカルを担当していたマークが脱退した。彼の後任を探していたメンバーは、Zomba Recordingsの有力スタッフだったジェフ・ブルーを通じて、9年間ソロや他のバンドで歌っていたアリゾナ州フェニックスのボーカリスト、チェスター・ベニントンを知る。1999年、デモテープを受け取ったチェスターはその音響に感銘し、オーディションを受け加入が即決定した。オーディションの際、彼の卓越した歌声を聴いた他の候補者は帰って行ったという。チェスターを迎えたのを機に、バンドのコンセプトを明確にするためバンド名をXeroからハイブリッド・セオリーに改名、ハイブリッド・セオリー名義でEP作品の『ハイブリッド・セオリーEP』を1000枚自主制作した。フェニックスは、1999年から2000年後半に掛けて他のバンドのツアーに参加するため、バンドから一時離れたが、2001年の『Crawling』のPV撮影から復帰した。

### ワーナーと契約
チェスターの加わったハイブリッド・セオリーは42社ものレーベルを訪れたが、一向に契約を結べないでいた。しかし、先述のジュフ・ブルーがワーナー・ブラザース・レコードA&R部門（新人アーティストを発掘・デビューさせる部門）に移籍していたこともあり、ワーナーとの契約締結に漕ぎ着けた。ところが、ワーナーにはすでに同名バンドが存在していたことから、改名することになる。チェスターは、定期的に車で通りかかっていたサンタモニカの公園の名前に因み、LINCOLN PARKという名称への改名を提案したが、インターネットのドメイン名がおさえられていたために断念。結局LINCOLN PARKと同じ発音であるLINKIN PARKに落ち着いた。

### メジャーデビュー（2000年-2002年）
2000年10月、ドン・ギルモアのプロデュースで1stフルアルバム『ハイブリッド・セオリー』をリリース。ビルボード誌のBillboard 200で初登場16位、最高位2位を記録（以下「全米○位」と表記）。アメリカで2001年に最も売れたアルバムに認定され、現在までに世界で3,000万枚以上売り上げている。収録曲のいくつかは、映画『ドラキュリア』『リトル★ニッキー』『バレンタイン』などでフィーチャーされた。2001年にデビューシングル『ワン・ステップ・クローサー』をリリースし、同年11月には初の映像作品集『フラット・パーティー』と4thシングル『イン・ジ・エンド』を同時にリリースした。
アルバムの大ヒットを機に、オズフェストや『オールモスト・アコースティック・クリスマス（ラジオ局KROQ主催）』『ファミリー・バリュー・ツアー』など多くのツアーやコンサートに参加。オズフェストではブラック・サバス、マリリン・マンソン、スリップノット、パパ・ローチ、ディスターブド、クレイジー・タウン、ブラック・レーベル・ソサイアティなどと競演した。この年には324本のライブをこなした。2001年11月、バンドと親しいJessica Bardasの提案で、公式ファンクラブ『リンキン・パーク・アンダーグラウンド（Linkin Park Underground - 略称 LPU）』が設立される。2002年には自らが立ち上げたコンサート・ツアーである『プロジェクト・レボリューション（Projekt Revolution）』の初公演が行われた。初のフィーチャリングは、アディーマ（Adema）、サイプレス・ヒル（Cypress Hill）、DJ Z-Tripだった。
2002年、第44回グラミー賞で3つの部門にノミネートされ、『ハイブリッド・セオリー』収録曲の2ndシングル『クローリング』でベスト・ハード・ ロック・パフォーマンス部門を受賞した。授賞式の際、会場入口で写真撮影に応じていた時に受賞がアナウンスされてしまい、受賞決定の瞬間をメンバーたちは聞けなかったというエピソードがある。
同年7月、『ハイブリッド・セオリー』の1stリミックス・アルバム『リアニメーション』をリリースし、全米初登場2位を獲得。発売週だけで27万枚以上を売り上げ、リミックス・アルバムとして初動の売り上げ記録を更新した。

### メテオラ（2003年-2006年）
2003年3月、2ndアルバム『メテオラ』をリリース。初週に81万枚を売り上げ、アメリカとイギリスで初登場1位を獲得した。現在までに全世界で2,700万枚以上の売り上げを記録している。同年11月には1stライヴ・アルバム『ライヴ・イン・テキサス』をリリース。2004年にはジェイ・Zとのマッシュ・アップ作品『コリジョン・コース』をリリースし、全米で初登場1位となった。なおジェイ・Zは、2005年にバンドMCのマイク・シノダが立ち上げたサイド・プロジェクト『フォート・マイナー』にエグゼクティブ・プロデューサーとして参加している。
2003年4月8日から行われたプロジェクト・レボリューションのツアーに、アメリカの軍人とその家族を特別ゲストとして招待、「国のために自ら犠牲を払っている人たちに対して、お返しをする必要があると思う」と述べ、軍人らを称えた。2004年に東南アジア地域がスマトラ島沖地震による災害に見舞われた際には、赤十字の協力のもとに基金団体『ミュージック・フォー・リリーフ（Music For Relief）』を設立。バンド自身も10万ドルを寄付し、ファンらにも寄付を呼びかけた。また2005年にチェスター・ベニントンはアメリカ南東部を襲ったハリケーン・カトリーナの被害救済のチャリティー企画に参加した（モトリー・クルーのヒット曲『Home Sweet Home』を再レコーディングし、その売上げを被害救済に充てるというもの）。
2006年、ジェイ・Z feat. リンキン・パークのコラボレーションアルバム『ナム/アンコール』で第48回グラミー賞の最優秀ラップ/ ソング・コラボレーション部門を受賞。開会式でポール・マッカートニー、ジェイ・Zと共に『ナム/アンコール』『イエスタデイ』を披露した。同年サマーソニック06のヘッドライナーとして来日。新曲『QWERTY』を披露し、その前日に単独公演も行った。『ナム/アンコール』は映画『マイアミ・バイス』で使用された。

### ミニッツ・トゥ・ミッドナイト（2007年-2009年）
2007年5月、プロデューサーに前任のドン・ギルモアから新しくリック・ルービンを迎え、実に4年2か月ぶりとなる3枚目のオリジナル・アルバム『ミニッツ・トゥ・ミッドナイト』をリリース。音楽性で大きな路線変更があり、賛否両論が起こったものの、アメリカや日本を初め世界31か国で1位を獲得。そのほとんどの国々でプラチナディスク、ゴールドディスクの認定を受けた。現在までに全世界で2,000万枚以上の売り上げを記録している。アルバムからの1stシングル『ワット・アイヴ・ダン』はスティーヴン・スピルバーグ制作総指揮の映画『トランスフォーマー』の主題歌に使用された。2007年7月、世界7大都市で同時開催されたチャリティーコンサート『ライヴ・アース（LIVE EARTH）』の東京公演にヘッドライナーとして出演した。同年11月には、来日公演の『JAPAN TOUR 2007』が開催され、その際に来日記念盤として、『ミニッツ・トゥ・ミッドナイト―ツアー・エディション』がリリースされた。
2008年4月、ラッパーのバスタ・ライムスとのコラボレーション曲『ウィ・メイド・イット』のシングルCDをリリース。この曲はバスタ・ライムスの新アルバムに収録される予定だったが最終的には収録に至っていない。
2008年11月には、2ndライヴ・アルバム『ロード・トゥ・レヴォリューション』 と、未発表音源を収録したミニ・アルバム『ソングス・フロム・ジ・アンダーグラウンド』をリリースした。同アルバムには、これまでにLPU会員限定で公開されてきたデビュー前の楽曲やアルバム未収録の『QWERTY』が収録されている。日本では来日記念盤が2009年5月14日にリリースされた。
2009年5月18日、前述した『トランスフォーマー』の続編にあたる2009年6月公開の映画『トランスフォーマー: リベンジ』の主題歌として『ニュー・ディヴァイド』が書き下ろされ、全米で初登場6位を記録した。前回は主題歌に起用されただけだったが、本曲は映画のために書き下ろされたものである。8月に開催されたサマーソニック09ではヘッドライナーを務め、そのライヴ中には、同月に本格始動したチェスター・ベニントンによるソロプロジェクト『デッド・バイ・サンライズ』がスペシャルゲストとしてパフォーマンスを行った。同プロジェクトの1stアルバム『アウト・オブ・アッシュズ』は9月30日に日本先行で発売された。2009年12月には、未発表音源、デモ楽曲を収録した2枚目となるミニアルバム『デモ・トラックス』をリリースした。同アルバムには、試作段階の曲や『QWERTY』と同じく3rdアルバムの選曲から外された楽曲『アクロス・ザ・ライン』が収録されている。また、一般販売はアメリカと日本のみである。

### ア・サウザンド・サンズ（2010年-2011年）
2010年1月に起きたハイチ地震支援のためリンキン・パークは慈善募金団体『ミュージック・フォー・リリーフ』を設立し、チャリティーアルバム『ダウンロード・トゥ・ドネート・フォー・ハイチ』を製作。未発表の新曲『ノット・アローン』を提供した。ミュージック・ビデオも制作され、公式サイトなどで公開された。
2010年4月、リンキン・パークプロデュースのiPod touch、iPhone、iPad専用ゲーム・アプリケーション『エイト・ビット・リベリオン!』を発表。ゲームには今まで発表した楽曲をチップチューン風にアレンジした『エイト・ビット・リベリオン・ヴァージョン』に加え、新曲『ブラックバーズ』が収録されている。Blackbirdsはゲームをクリアすると聴くことができる。後に4thアルバム『ア・サウザンド・サンズ』のiTunes盤に収録された。
2010年8月2日にリリースされた『ア・サウザンド・サンズ』からのリード・シングル『ザ・カタリスト』が全米のロック・ソングスチャートで1位デビューを成し遂げた。これはロック・ソングスチャートが2009年にスタートして以来史上初の出来事となった。オルタナティブ・ソングスチャートでも3週目に1位を獲得した。
2010年9月、前作から約3年ぶりの4thアルバム『ア・サウザンド・サンズ』をリリースした。プロデューサーには前作『ミニッツ・トゥ・ミッドナイト』で共演したリック・ルービンとマイク・シノダが再び起用された。日本盤は9月8日に世界最速・先行発売となる予定であったが、9月15日に変更となった（アメリカでは9月14日リリース）。このアルバムの情報は謎解き形式で、公式サイト上でファンにパズル（隠された文字、暗号など）を出題し、解読させていきながら発表していくものであった。さらに、アルバムからのリード・シングル『ザ・カタリスト』については、ステム（曲の基礎となるパーツ）をダウンロードし、それらを自ら自由に組み合わせてリミックスを制作し投稿するコンテスト『Linkin Park, Featuring You』をバンドのMySpaceにて開催、コンテストに優勝したリミックス作品は4thアルバムに収録され、優勝者はリンキン・パークのスタジオに招かれ一緒に演奏することができた（『ザ・カタリスト』リリース直前に優勝者が発表され、NoBraiN（本名Czeslaw Sakowski、ポーランドの英語教師）が優勝、アルバム制作にも参加している）。また9月15日には、日本国内で特別仕様のガンプラをセットした限定版を11月24日に発売するとともに、アーケードゲーム『機動戦士ガンダム エクストリームバーサス』とのタイアップで『ザ・カタリスト』をエクストリームバーサスへ提供することを発表した。
2011年3月に発生した東北地方太平洋沖地震及び東日本大震災支援のため、『ミュージック・フォー・リリーフ』制作のチャリティーアルバム『ダウンロード・トゥ・ドネート:ツナミ・リリーフ(Download to Donate: Tsunami Relief)』に向け、新曲『Issho Ni（いっしょに）』を提供した。またアルバムには日本からB'z（『HOME』英語バージョン収録）が参加している。
2011年9月には、ニコファーレにてグッドスマイルカンパニーと連携し、『ア・サウザンド・サンズ』を題材にしたアートショーやトークセッションなどのファンイベント、『ア・サウザンド・ホライゾンズ』を開催した。イベントの第2部『サウザンド・ホライゾンズ・ショー』ではニコニコ生放送にて生中継が行われた。さらにセーブ・ザ・チルドレン（NGO団体）と共に石巻市立貞山小学校と宮城県石巻北高等学校を訪問した。グッドスマイルカンパニーはリンキン・パークとのコラボレーショングッズとして『ねんどろいどぷち LINKIN PARK set』を発売した。同社はこの以前にもニコニコ生放送において日本のプラモデルやフィギュアに関心の強かったジョー・ハーンをゲストに招いて放送を行っていた。

### リヴィング・シングス（2012年-2013年）

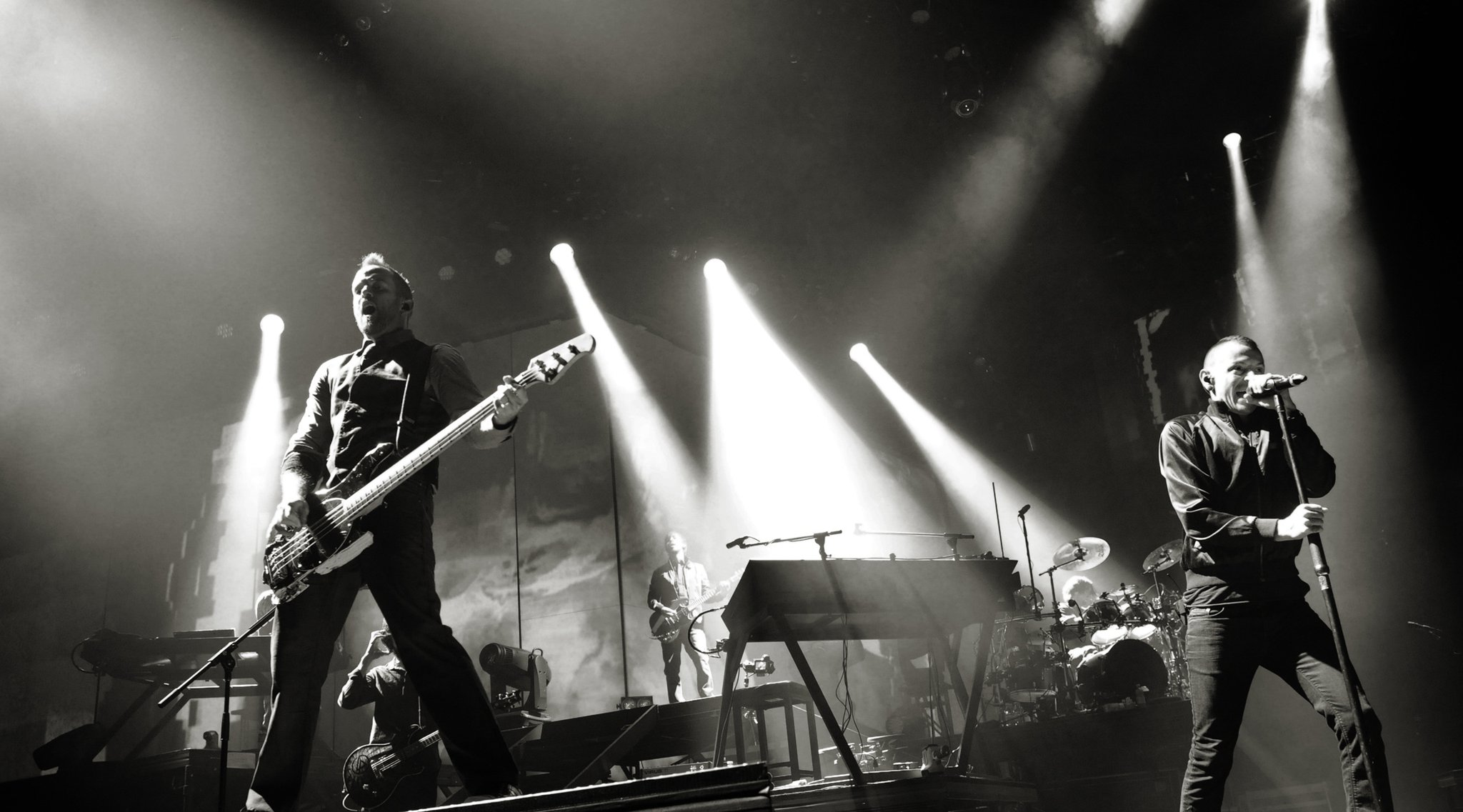
ベルリンでのパフォーマンス (2010年)

2012年4月18日に5thアルバムからのリード・シングル『バーン・イット・ダウン』を発表（アメリカでは4月16日、日本盤CDは5月23日）。およそ2か月後の6月には、前作から約2年ぶりの5thアルバム『リヴィング・シングス』を発売。自身最短のリリース間隔である。前二作に引き続きリック・ルービンとマイク・シノダの共同プロデュースである。
2012年6月22日、日本の地上波テレビ番組では初めて音楽番組『ミュージックステーション』に出演し『Burn It Down』を披露した。バンドの演奏に問題はなかったがスタジオの不手際で音がずれて放送されてしまうという音響トラブルに遭った。尚、放送時にギター担当のブラッド・デルソンが病欠したために代役のギタリストが出演した。
2013年5月、チェスター・ベニントンは新ボーカリストとしてオルタナティヴ・ロックバンド『ストーン・テンプル・パイロッツ 』に加入し、リンキン・パークと兼任・並行して活動することを発表した。
2013年8月10日、エレクトロ・ハウスミュージシャンのスティーヴ・アオキとコラボレーションした楽曲『ア・ライト・ザット・ネバー・カムズ』を同日東京で開催されたサマーソニックにて世界初披露した。同曲は同年9月にFacebookで発表したリンキン・パークによるアクションパズルゲーム「LP Recharge」のために録音され、後にシングルとしてもリリースされた。同年10月には『A Light That Never Comes』も収録された『リヴィング・シングス』の楽曲を中心とした2ndリミックス・アルバム『リチャージド』をリリース。

### ザ・ハンティング・パーティー（2014年-2015年）
2014年3月5日、最も影響力のあるラッパーの1人といわれるラキムをフィーチャリングした楽曲『ギルティ・オール・ザ・セイム』をiPhone上のアプリShazamを通して公開した。この曲を聴くにはShazamにLinkin Parkの曲を認識させる必要があった。
6月に、6thアルバム『ザ・ハンティング・パーティー』をリリース。今作は前三作で共にしてきたリック・ルービンの手を離れ、メンバーのマイク・シノダとブラッド・デルソンによる初のセルフ・プロデュースで製作された。ヘルメットのペイジ・ハミルトン、システム・オブ・ア・ダウンのダロン・マラキアン、レイジ・アゲインスト・ザ・マシーンのトム・モレロといった、オルタナティヴ・メタル・ミュージシャンを迎え、全体を通してハードロック、及びヘヴィメタル色が強くなった。 
2015年4月には、スティーヴ・アオキと再びコラボレーションした楽曲『ダーカー・ザン・ブラッド（Darker Than Blood）』が、アオキの3rdアルバム『ネオン・フューチャー Part.2』に向けたシングルとしてリリースされた。

### ワン・モア・ライト、チェスター・ベニントンの死（2016年-2023年）
2016年は、バンドにとって結成20周年となる節目の年であったが、バンド自身は次の7作目となるアルバムに向けて方向性の議論や制作に費やした一年となった。
2017年2月16日、バンド初となる女性シンガーのキアーラをフィーチャリングした楽曲『ヘビー』を7thアルバムからのリードシングルとしてリリース、その7thアルバム『ワン・モア・ライト』を同年5月にリリースした。前作同様にマイク・シノダらバンドメンバーによるセルフ・プロデュース。また、多くのミュージシャンを迎え作詞作曲で共作している。チャートでは全米1位を獲得したもののアルバムの方向性はこれまでの作品と比較して大きくポップ路線へと変更されたことにより賛否両論があった。
2017年7月20日、リードボーカルのチェスター・ベニントンがロサンゼルスの自宅で死亡しているのが発見された。首吊りによる窒息死であった。同年10月27日『Linkin Park & Friends Celebrate Life in Honor of Chester Bennington』と題されたチェスターの追悼コンサートを開催、YouTubeライブで全世界に向けて生中継された。この時をもってバンドは活動を休止した。
2018年にマイク・シノダはソロアルバム『ポスト・トラウマティック』を製作。同年8月に日本で開催されたサマーソニックでは『MIKE SHINODA of LINKIN PARK』の名義で出演した。
2020年にデビューアルバム『ハイブリッド・セオリー』の20周年記念盤を発表。1999年のデモ曲で未発表だった楽曲『シー・クドゥント（She Couldn't）』をリリース。バンド名義での新曲発表は3年ぶり。
2023年に、前回同様に2ndアルバム『メテオラ』の20周年記念盤を発表。『メテオラ』制作過程で未発表となっていた楽曲『ロスト（Lost）』、『ファイティング・マイセルフ（Fighting Myself）』をリリース。

### 新ボーカリストとの再始動、フロム・ゼロ（2024年-現在）
2024年には、バンドの公式リリースとしては初となるコンピレーションアルバム『Papercuts - Singles Collection 2000-2023』をリリースすることを発表。この収録曲の中で、7thアルバム『ワン・モア・ライト』の制作段階で収録されなかった未発表楽曲『フレンドリー・ファイア（Friendly Fire）』と、先述のサマーソニック2006で初披露されたものの限定的な形でしか発表されていなかった『QWERTY』を、同アルバムからの正式シングルとしてリリースした。また、『QWERTY』が初披露されたサマーソニック2006の模様を同曲の公式ミュージックビデオとして公開した。
同年9月5日、新ボーカリストに「Dead Sara」の女性シンガーであるエミリー・アームストロング、新ドラマーにコリン・ブリテンを迎えて再結成し、同日に新体制での新曲および新アルバムからのリードシングル『ジ・エンプティネス・マシン（The Emptiness Machine）』をリリース。9月24日にはセカンドシングルかつ2024年のLeague of Legends World Championshipに向けたアンセムとして『ヘヴィー・イズ・ザ・クラウン（Heavy Is The Crown）』をリリース。他2枚のシングルを発表した後、11月15日に8枚目となる新アルバム『フロム・ゼロ』をリリース、同アルバムを引っ提げてロサンゼルスやロンドン、韓国仁川、ボゴタなどでワールドツアーを開催。日本には2025年2月11日・12日両日に再結成後初来日。
また、活動再開とともに、ドラマーのロブ・ボードンの脱退、ギターのブラッド・デルソンのツアー不参加が発表された。

## 音楽性
ラウドロックやヒップホップ、ハードコア、インダストリアル、エレクトロニックなど様々な音楽要素の影響を受けている。一般にはニュー・メタルやミクスチャー・ロックに分類される事が多い。しかし当人は「ラップロック、ニュー・メタルといったジャンル分けにはうんざりしていた」と言い、フェニックスはかつて、楽曲中に融合されている複数の音楽要素について、「ここはヒップホップで、この部分はハードロック」などのように各ジャンルごとにカテゴライズされるのではなく、「リンキン・パークの音」だと言われたいとコメントしている。3rdアルバムでは大きく音楽性を転向し、従来の楽曲に見られたマイクによるラップボーカル、チェスターのシャウト、ヘヴィなサウンドはほとんど姿を消し、哀愁感のあるロック・バラードが前面に出た作品になった。また、歌詞中にはfuckなどのいわゆるFワードが2ndアルバムまで含まれていないことも特徴だった（3rdアルバムの一部の曲（「ギヴン・アップ」等）には含まれる為、日本国外ではFワードのないclean版も発売された）。4thアルバムでは、一部の曲でマイクのラップボーカル、チェスターのシャウトが復活しているが、ヘヴィなギターサウンドは消極的になりエレクトロニック色が強くなっている。
2ボーカルには明確な役割分担があり、通常はマイクがラップ、バックコーラスを、チェスターがメロディック、ロック、シャウトを担当する。これらの分担が、緩急ある曲展開を成す要因となっている。曲作りに際しては、バンドサウンドよりも打ち込みとサンプリングを多用したオケを作ることが多い。

## ミュージック・ビデオ
ジョー・ハーンが監督をすることが多い。作製手法はバラエティーに富んでおり、アニメーションやSFXを用いているものもある。日本のアニメーション製作会社GONZOが製作したことでも有名な「Breaking The Habit」のPVを含め、MTV Video Music Awardsを多く受賞している。
| Hybrid Theory - Papercut* - One Step Closer (監督：グレゴリー・ダーク) - Points Of Authority (監督：ネイザン・コックス) - Crawling (監督：ストラウス兄弟) - In The End* - Cure For The Itch* - She Couldn't Reanimation - Pts.OF.Athrty* - Enth E Nd (監督：ジェイソン・ゴールドウォッチ) - Frgt/10 - Kyur4 th Ich* Meteora - Somewhere I Belong* - Faint (監督：マーク・ロマネク) - Breaking The Habit* - From The Inside* - Numb* - Lost Collision Course - Numb/Encore Minutes To Midnight - Given Up - Leave Out All The Rest* - Bleed It Out* - Shadow Of The Day* - What I've Done* A Thousand Suns - The Catalyst* - Waiting For The End* - Burning In The Skies* - Iridescent* | Living Things - Lost In The Echo (監督：ジェイソン・ザーダ) - Burn It Down* - Castle Of Glass (feat.メダル・オブ・オナー ウォーファイター) - Powerless (feat.リンカーン/秘密の書) Recharged - A Light That Never Comes* The Hunting Party - Guilty All The Same - Until It's Gone* - Final Masquerade (監督：マーク・ペリントン) One More Light - Good Goodbye (feat. Pusha T and Stormzy) - Talking to Myself - Heavy (feat. Kiiara) - One More Light Papercuts - Singles Collection 2000–2023 - Friendly Fire From Zero - The Emptiness Machine* - Heavy Is The Crown (feat.2024 League of Legends World Championship) - Over Each Other* - Two Faced* Other singles - New Divide* - Not Alone Featured - It's Goin' Down (with X-Ecutioners) - We Made It (with Busta Rhymes) - Darker Than Blood (with Steve Aoki) |

* - ジョー・ハーンによる監督

## メンバー
メンバー
- エミリー・アームストロング（英語版）（2024年 - 現在）ボーカル担当。
- マイク・シノダ（1996年 - 現在）ボーカル、ギター、キーボード担当。
- コリン・ブリテン（英語版）（2024年 - 現在）ドラムス担当。
- ブラッド・デルソン（1996年 - 現在）ギター担当。
- フェニックス（1996年 - 1999年、2001年 - 現在）ベース、コーラス担当。
- ジョー・ハーン（1996年 - 現在）DJ担当。

旧メンバー

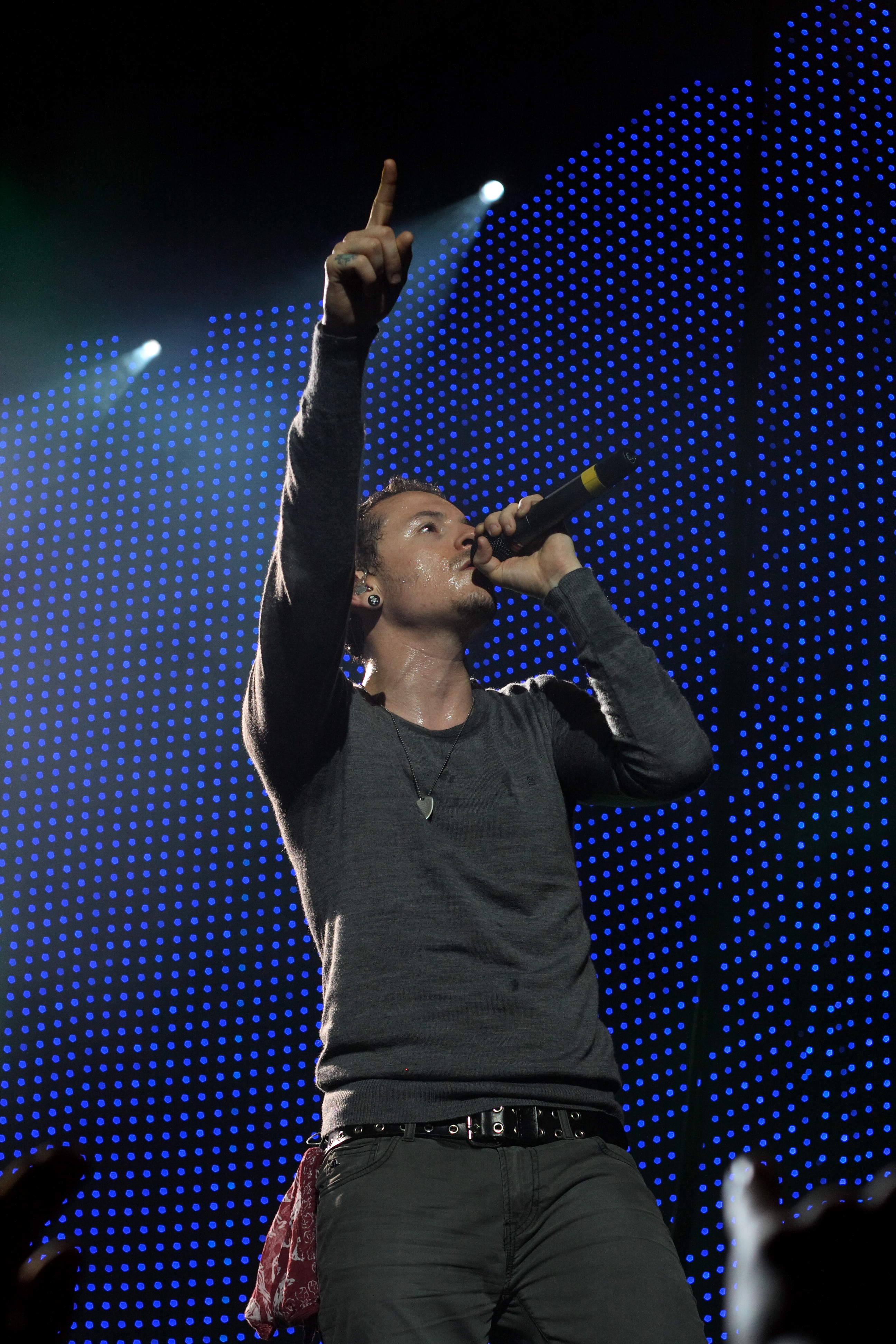
チェスター・ベニントン

- チェスター・ベニントン（1999年 - 2017年）ボーカル担当。
2017年7月に死去。首吊り自殺とみられる[42]。

- ロブ・ボードン（1996年 - 2017年）ドラムス担当。
- マーク・ウェイクフィールド / Mark Wakefield（1996年 - 1998年）
チェスター・ベニントン加入前（Xero時代）のリード・ボーカル。1998年に脱退。現在はバンド「タップルート」のマネージャーをしている[13]。
- カイル・クリステナー / Kyle Christener（1998年 - 1999年）
『ハイブリッド・セオリー EP』でベースを代役。現在は「NoseDive」というバンドに所属している[13]。
- スコット・コーツィオル / Scott Koziol（1999年 - 2001年）
「ワン・ステップ・クローサー」（『ハイブリッド・セオリー』収録）でベースを代役。

## ディスコグラフィ

### アルバム
| 年   | タイトル            | アルバム詳細 | チャート最高位 | チャート最高位 | チャート最高位 | チャート最高位 | チャート最高位 | チャート最高位 | チャート最高位 | チャート最高位 | チャート最高位 | チャート最高位 | 認定 |
| 年   | タイトル            | アルバム詳細 | US             | AUS            | AUT            | CAN            | FRA            | GER            | IRE            | NZ             | SWI            | UK             | 認定 |
| ---- | ------------------- | --- | -------------- | -------------- | -------------- | -------------- | -------------- | -------------- | -------------- | -------------- | -------------- | -------------- | --- |
| 2000 | Hybrid Theory       | - 発売日: 2000年10月24日 - レーベル: Warner Bros. - フォーマット: CD, LP, cassette, digital download - 全世界売上：3,000万枚 - 全米売上: 1,104.8万枚 - イギリス(UK)：158.2万枚       | 2              | 2              | 2              | 5              | 17             | 2              | 6              | 1              | 5              | 4              | - US: ダイヤモンド - AUS: 5× プラチナ - AUT: プラチナ - CAN: 5× プラチナ - FRA: プラチナ - GER: 5× ゴールド - NZ: 5× プラチナ - SWI: プラチナ - UK: 5× プラチナ   |
| 2003 | Meteora             | - 発売日: 2003年3月25日 - レーベル: Warner Bros., Machine Shop - フォーマット: CD, LP, cassette, digital download - 全世界売上：2,700万枚 - 全米売上: 700万枚 - イギリス(UK)：60万枚 | 1              | 2              | 1              | 2              | 3              | 1              | 1              | 1              | 1              | 1              | - US: 4× プラチナ - AUS: 4× プラチナ - AUT: プラチナ - CAN: 4× プラチナ - FRA: 2× プラチナ - GER: 7× ゴールド - NZ: 2× プラチナ - SWI: プラチナ - UK: 2× プラチナ |
| 2007 | Minutes to Midnight | - 発売日: 2007年5月14日 - レーベル: Warner Bros., Machine Shop - フォーマット: CD, LP, digital download - 全世界売上：2,000万枚 - 全米売上: 407.3万枚 - イギリス(UK)：60万枚         | 1              | 1              | 1              | 1              | 1              | 1              | 1              | 1              | 1              | 1              | - US: 2× プラチナ - AUS: 3× プラチナ - AUT: 2× プラチナ - FRA: プラチナ - GER: 3× プラチナ - NZ: 2× プラチナ - SWI: 2× プラチナ - UK: プラチナ                    |
| 2010 | A Thousand Suns     | - 発売日: 2010年9月8日 - レーベル: Warner Bros., Machine Shop - フォーマット: CD, LP, digital download - 全世界売上：403.1万枚 - 全米売上: 100.6万枚 - イギリス(UK)：10万枚          | 1              | 1              | 1              | 1              | 4              | 1              | 3              | 1              | 1              | 2              | - US: ゴールド - AUS: プラチナ - AUT: ゴールド - CAN: プラチナ - FRA: ゴールド - GER: 3× ゴールド - IRL: ゴールド - NZ: ゴールド - SWI: ゴールド - UK: ゴールド   |
| 2012 | Living Things       | - 発売日: 2012年6月20日 - レーベル: Warner Bros., Machine Shop - フォーマット: CD, LP, digital download - 全世界売上：357.1万枚 - 全米売上: 100.6万枚 - イギリス(UK)：12.1万枚       | 1              | 2              | 1              | 1              | 2              | 1              | 2              | 1              | 1              | 1              | - US: ゴールド - AUS: ゴールド - AUT: ゴールド - FRA: プラチナ - GER: 2× プラチナ - NZ: ゴールド - SWI: プラチナ - UK: ゴールド                                   |
| 2014 | The Hunting Party   | - 発売日: 2014年6月13日 - レーベル: Warner Bros., Machine Shop - フォーマット: CD, LP, digital download - 全米売上: 30万枚 - イギリス(UK)：6万枚                                     | 3              | 3              | 2              | 3              | 3              | 1              | 6              | 2              | 1              | 2              | - AUT: ゴールド - CAN: ゴールド - GER: プラチナ - SWI: ゴールド - UK: シルバー                                                                                    |
| 2017 | One More Light      | - 発売日: 2017年5月19日 - レーベル: Warner Bros., Machine Shop - フォーマット: CD, LP, digital download - 全世界売上：106.1万枚 - 全米売上: 27万枚 - イギリス(UK)：6万枚             | 1              | 3              | 2              | 1              | 14             | 3              | 9              | 4              | 2              | 4              | |
| 2024 | From Zero           | - 発売日: 2024年11月15日 - レーベル: Warner Bros., Machine Shop - フォーマット: CD, LP, digital download                                                                             | 2              | 1              | 1              | 1              | 1              | 1              | 1              | 1              | 1              | 1              | |

#### リミックス・アルバム
| 年   | タイトル    | アルバム詳細 | チャート最高位 | チャート最高位 | チャート最高位 | チャート最高位 | チャート最高位 | チャート最高位 | チャート最高位 | チャート最高位 | チャート最高位 | チャート最高位 | 認定                                                                          |
| 年   | タイトル    | アルバム詳細 | US             | AUS            | AUT            | CAN            | FRA            | GER            | IRL            | NZ             | SWI            | UK             | 認定                                                                          |
| ---- | ----------- | --- | -------------- | -------------- | -------------- | -------------- | -------------- | -------------- | -------------- | -------------- | -------------- | -------------- | ----------------------------------------------------------------------------- |
| 2002 | Reanimation | - 発売日: 2002年7月30日 - レーベル: Warner Bros. - フォーマット: CD, LP, cassette, digital download, DVD-A - 全世界売上：506.3万枚 - 全米売上: 190万枚 - FRA：21.9万枚 | 2              | 16             | 2              | 8              | 11             | 3              | 4              | 8              | 3              | 3              | - US: プラチナ - AUT: ゴールド - GER: ゴールド - SWI: ゴールド - UK: ゴールド |
| 2013 | Recharged   | - 発売日: 2013年10月29日 - レーベル: Warner Bros. - フォーマット: CD, LP, digital download - 全米売上: 11.1万枚                                                        | 10             | 7              | 9              | 9              | 19             | 4              | 41             | 9              | 6              | 12             | - GER: ゴールド                                                               |

#### 企画盤アルバム
| ライヴ               | 2003年 | ライヴ・イン・テキサス（Live In Texas） - 全米最高23位 プラチナム獲得 - 全世界売上：379.8万枚 - 全米売上：110万枚 |
| マッシュアップ       | 2004年 | コリジョン・コース（Collision Course） - 全米最高1位 US:2×プラチナム獲得 - 全世界売上：761.1万枚 - 全米売上：220万枚 2006年には収録曲の『Numb/Encore』がグラミー賞を受賞し、授賞式で披露されたパフォーマンスでは バンドとジェイ・Zに加え、元ビートルズのポール・マッカートニーの3組が共演した。 |
| ライヴ               | 2008年 | ロード・トゥ・レヴォリューション（Road To Revolution: Live At Milton Keynes） |
| 音源集               | 2008年 | ソングス・フロム・ジ・アンダーグラウンド（Songs From The Underground） |
| デモ音源集           | 2009年 | デモ・トラックス（LP Underground 9: Demos） |
| ライヴ               | 2017年 | ワン・モア・ライト・ライヴ（One More Light Live） |
| グレイテスト・ヒッツ | 2024年 | ペイパーカッツ（シングルス・コレクション 2000-2023）（Papercuts (Singles Collection 2000–2023)） |

### シングル
| 発売年 | タイトル                                             | 収録アルバム                                         |
| ------ | ---------------------------------------------------- | ---------------------------------------------------- |
| 2000年 | One Step Closer                                      | ハイブリッド・セオリー                               |
| 2001年 | Crawling                                             | ハイブリッド・セオリー                               |
| 2001年 | Papercut                                             | ハイブリッド・セオリー                               |
| 2001年 | In The End                                           | ハイブリッド・セオリー                               |
| 2002年 | Pts.Of.Athrty                                        | リアニメーション                                     |
| 2003年 | Somewhere I Belong                                   | メテオラ                                             |
| 2003年 | Faint                                                | メテオラ                                             |
| 2003年 | Numb                                                 | メテオラ                                             |
| 2004年 | From The Inside                                      | メテオラ                                             |
| 2004年 | Lying From You                                       | メテオラ                                             |
| 2004年 | Breaking The Habit                                   | メテオラ                                             |
| 2004年 | Numb / Encore                                        | コリジョン・コース                                   |
| 2007年 | What I've Done                                       | ミニッツ・トゥ・ミッドナイト                         |
| 2007年 | Bleed It Out                                         | ミニッツ・トゥ・ミッドナイト                         |
| 2007年 | Shadow Of The Day                                    | ミニッツ・トゥ・ミッドナイト                         |
| 2008年 | Given Up                                             | ミニッツ・トゥ・ミッドナイト                         |
| 2008年 | Leave Out All The Rest                               | ミニッツ・トゥ・ミッドナイト                         |
| 2009年 | New Divide                                           | トランスフォーマー: リベンジ サウンドトラック        |
| 2010年 | The Catalyst                                         | ア・サウザンド・サンズ                               |
| 2010年 | Waiting For The End                                  | ア・サウザンド・サンズ                               |
| 2011年 | Burning In The Skies                                 | ア・サウザンド・サンズ                               |
| 2011年 | Iridescent                                           | ア・サウザンド・サンズ                               |
| 2012年 | Burn It Down                                         | リヴィング・シングス                                 |
| 2012年 | Lost In The Echo                                     | リヴィング・シングス                                 |
| 2012年 | Powerless                                            | リヴィング・シングス                                 |
| 2013年 | Castle Of Glass                                      | リヴィング・シングス                                 |
| 2013年 | A Light That Never Comes （with スティーヴ・アオキ） | リチャージド                                         |
| 2014年 | Guilty All The Same （feat. ラキム）                 | ザ・ハンティング・パーティー                         |
| 2014年 | Until It's Gone                                      | ザ・ハンティング・パーティー                         |
| 2014年 | Wastelands                                           | ザ・ハンティング・パーティー                         |
| 2014年 | Rebellion （feat. ダロン・マラキアン）               | ザ・ハンティング・パーティー                         |
| 2014年 | Final Masquerade                                     | ザ・ハンティング・パーティー                         |
| 2017年 | Heavy （feat. キアーラ）                             | ワン・モア・ライト                                   |
| 2017年 | Talking to Myself                                    | ワン・モア・ライト                                   |
| 2017年 | One More Light                                       | ワン・モア・ライト                                   |
| 2020年 | She Couldn't                                         | ハイブリッド・セオリー：20周年記念盤                 |
| 2023年 | Lost                                                 | メテオラ：20周年記念盤                               |
| 2023年 | Fighting Myself                                      | メテオラ：20周年記念盤                               |
| 2024年 | Friendly Fire                                        | ペイパーカッツ（シングルス・コレクション 2000-2023） |
| 2024年 | QWERTY                                               | ペイパーカッツ（シングルス・コレクション 2000-2023） |
| 2024年 | The Emptiness Machine                                | フロム・ゼロ                                         |
| 2024年 | Heavy Is The Crown                                   | フロム・ゼロ                                         |
| 2024年 | Over Each Other                                      | フロム・ゼロ                                         |
| 2024年 | Two Faced                                            | フロム・ゼロ                                         |

 その他の楽曲 
| 発売年 | タイトル          | 概要                                                                             |
| ------ | ----------------- | -------------------------------------------------------------------------------- |
| 2002年 | It's Goin' Down   | エクセキューショナーズとのコラボレーション楽曲 『Built From Scratch』収録        |
| 2008年 | We Made It        | バスタ・ライムスとのコラボレーション楽曲                                         |
| 2010年 | Not Alone         | 『Download To Donate For Haiti』収録                                             |
| 2010年 | Blackbirds        | モバイルゲーム『8-Bit Rebellion!』および『ア・サウザンド・サンズ』デジタル盤収録 |
| 2011年 | Issho Ni          | 『ダウンロード・トゥ・ドネート:ツナミ・リリーフ』収録                            |
| 2014年 | White Noise       | ジョー・ハーン監督映画『Mall』主題歌および同作のサウンドトラック収録             |
| 2015年 | Darker Than Blood | スティーヴ・アオキとのコラボレーション楽曲 『ネオン・フューチャー Part.2』収録   |

### DVD・VHS
| 2002年 | フラット・パーティ（Frat Party At The Pankake Festival）                         |
| 2003年 | The Making Of Meteora / 『メテオラ』限定盤に付属                                 |
| 2003年 | ライヴ・イン・テキサス（Live In Texas）                                          |
| 2004年 | ブレイキング・ザ・ハビット（Breaking The Habit）                                 |
| 2004年 | コリジョン・コース（Collision Course）                                           |
| 2007年 | The Making Of Minutes To Midnight / 『ミニッツ・トゥ・ミッドナイト』限定盤に付属 |
| 2008年 | ロード・トゥ・レヴォリューション（Road To Revolution: Live At Milton Keynes）    |
| 2010年 | The Meeting Of A Thousand Suns / 『ア・サウザンド・サンズ』限定盤に付属          |
| 2011年 | A Thousand Suns+ / 『ア・サウザンド・サンズ』来日記念盤に付属                    |
| 2012年 | Inside Living Things / 『リヴィング・シングス』限定盤に付属                      |
| 2013年 | Living Things+ / 『リヴィング・シングス』来日記念盤に付属                        |

## 受賞歴
2001年
- Kerrangアワード - 最優秀インターナショナル新人
- Finland's Emma Awards - Best Foreigner Artist of The Year

2002年
- 第44回グラミー賞 - 最優秀ハード・ロック・パフォーマンス （「Crawling」）
- MTV Video Music Awards - 最優秀ロック・ビデオ （「In the End」）
- MTVヨーロッパ・ミュージック・アワード - ハード・ロック最優秀グループ
- ECHO Awards - Best International Nu-Metal/Alternative Artist
- Swedish Hit Music Awards - Best Foreign Rock Group

2003年
- ワールド・ミュージック・アワード - Best rock group
- アメリカン・ミュージック・アワード - オルタナティヴ・ロック最優秀アーティスト
- MTV Video Music Awards - 最優秀ロック・ビデオ （「Somewhere I Belong」）

2004年
- MTV Video Music Awards - Viewer's Choice Award （「Breaking The Habit」）
- Radio Music Awards - Artist of the Year - Rock Radio
- Radio Music Awards - Song of the Year - Rock Radio （「Numb」）

2005年
- MTV Video Music Awards Japan - 最優秀グループビデオ （「Breaking The Habit」）、最優秀コラボレーションビデオ （「Numb/Encore」）

2006年
- 第48回グラミー賞 - 最優秀ラップ/ソング・コラボレーション（「Numb/Encore」）

2007年
- MTVヨーロッパ・ミュージック・アワード - 最優秀バンド
- アメリカン・ミュージック・アワード - オルタナティヴ・ロック最優秀アーティスト

2008年
- MTV Video Music Awards - 最優秀ロック・ビデオ（「Shadow of the Day」）
- アメリカン・ミュージック・アワード - オルタナティヴ・ロック最優秀アーティスト

2009年
- Kerrangアワード - クラシック・ソング・ライター

2010年
- MTVヨーロッパ・ミュージック・アワード - 最優秀ライヴ・アクト

2011年
- MTVヨーロッパ・ミュージック・アワード - 最優秀ロック

## 来日公演・テレビ出演
2001年
- アメリカ～ヨーロッパ・横断ツアー -
- 05月14日 - Zepp Tokyo, 15日 - 松下IMPホール, 16日 - CLUB DIAMOND HALL

2003年
- オーストラリア&アジア・ツアー -
- 10月21日 - 横浜アリーナ, 22日 - 大阪城ホール, 24日・25日・27日 - 日本武道館

2006年
- 日本特別公演 -
- 08月10日 - Zepp Tokyo

- サマーソニック06 -
- 08月12日 - WTCオープンエアースタジアム, 13日 - 千葉マリンスタジアム

- 日本特別公演 -
- 8月15日 - 夢メッセみやぎ

2007年
- Live Earth -
- 7月7日 - 幕張メッセ

- アジアツアー -
- 11月23日・24日 - さいたまスーパーアリーナ, 26日 - 日本ガイシホール（旧：名古屋レインボーホール）, 27日 - 大阪市中央体育館(Asueアリーナ)

2009年
- サマーソニック09 -
- 8月8日 - 千葉マリンスタジアム, 9日 - 大阪（舞洲サマーソニック大阪特設会場）

- 米軍慰安イベント -
- 8月11日 - 沖縄（北谷町美浜陸上競技場）

2011年
- アジアツアー -
- 9月10日・11日 - 幕張メッセ, 13日 - 横浜アリーナ, 14日 - 日本ガイシホール, 16日 - インテックス大阪

2012年
- プロモーション来日 -
- 6月22日 - テレビ朝日「ミュージックステーション」 ※テレビ放送では音声と演奏がズレていたが、局側の放送ミスである。
- 6月23日 - MTV ビデオ・ミュージック・アワード・ジャパン(VMAJ)

2013年
- サマーソニック13 -
- 8月10日 - 千葉マリンスタジアム, 11日 - 大阪（舞洲サマーソニック大阪特設会場）

2017年
- プロモーション来日 -
- 4月25日 - 日本テレビ「NEWS ZERO」

2025年
- プロモーション来日 -
- 2月10日 - 日本テレビ 「DayDay.」

- From Zero World Tour -
- 2月11・12日 - さいたまスーパーアリーナ